# Xfmedia
Xfmedia – lekki odtwarzacz multimedialny oparty na silniku xine i GTK+. Jego przeznaczenie to głównie odtwarzanie plików muzycznych. Jednak dzięki temu, iż oparty jest na bibliotekach xine, może odtwarzać także video. Xfmedia jest przeznaczone głównie dla użytkowników Xfce, i wymaga między innymi biblioteki libxfcegui4.